# Friedrich Parrot
Johann Jacob Friedrich Wilhelm von Parrot (Karlsruhe, 14 de outubro de 1792 — Tartu, Estônia, 15 de janeiro de 1841) foi um naturalista, físico, explorador, professor e montanhista alemão.